# Konrad Winterstein
Konrad Winterstein (17 luglio 1927) è un ex calciatore tedesco, di ruolo attaccante.